# 雷部屋 (1993-)

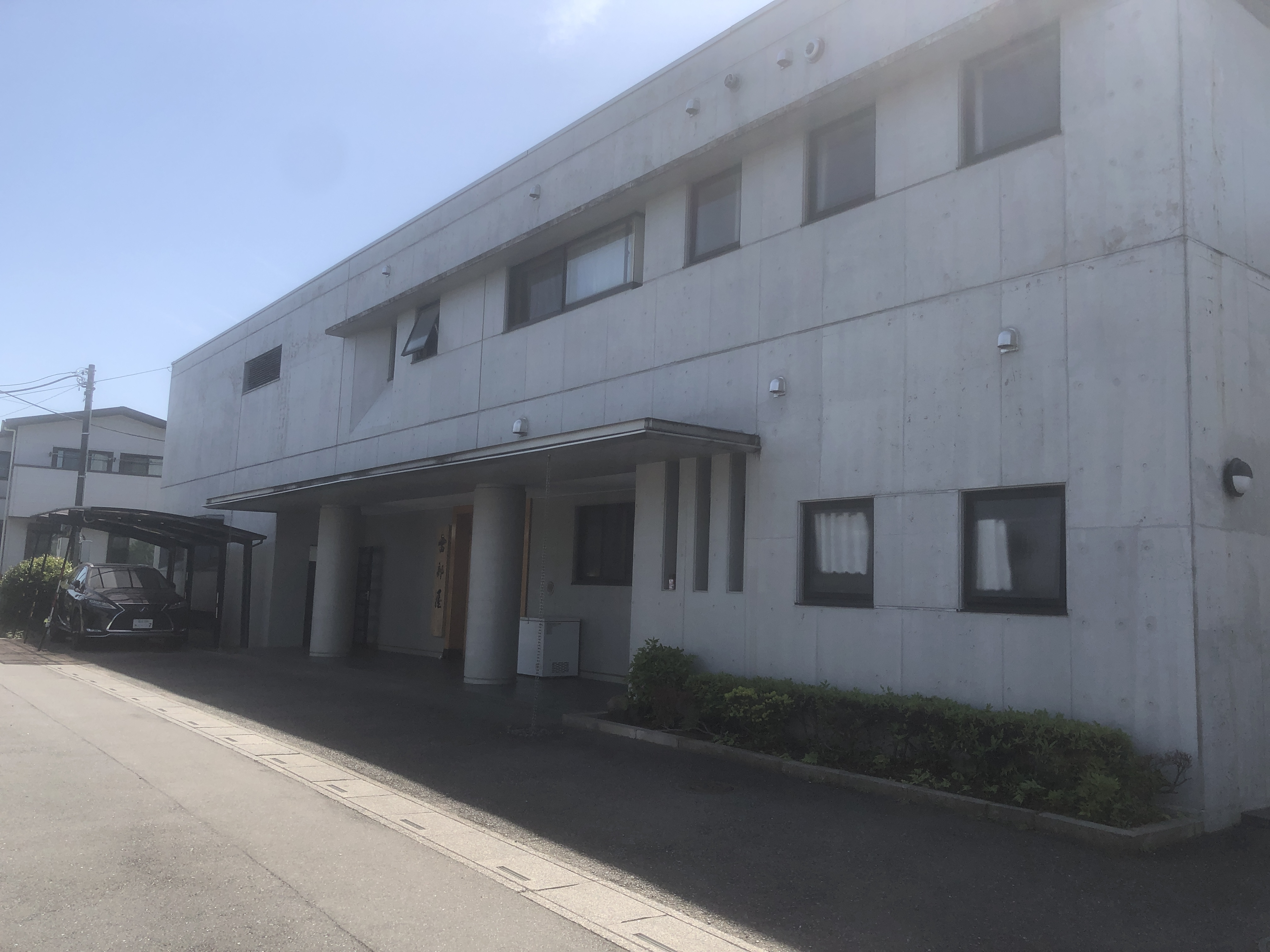
雷部屋（移転前）

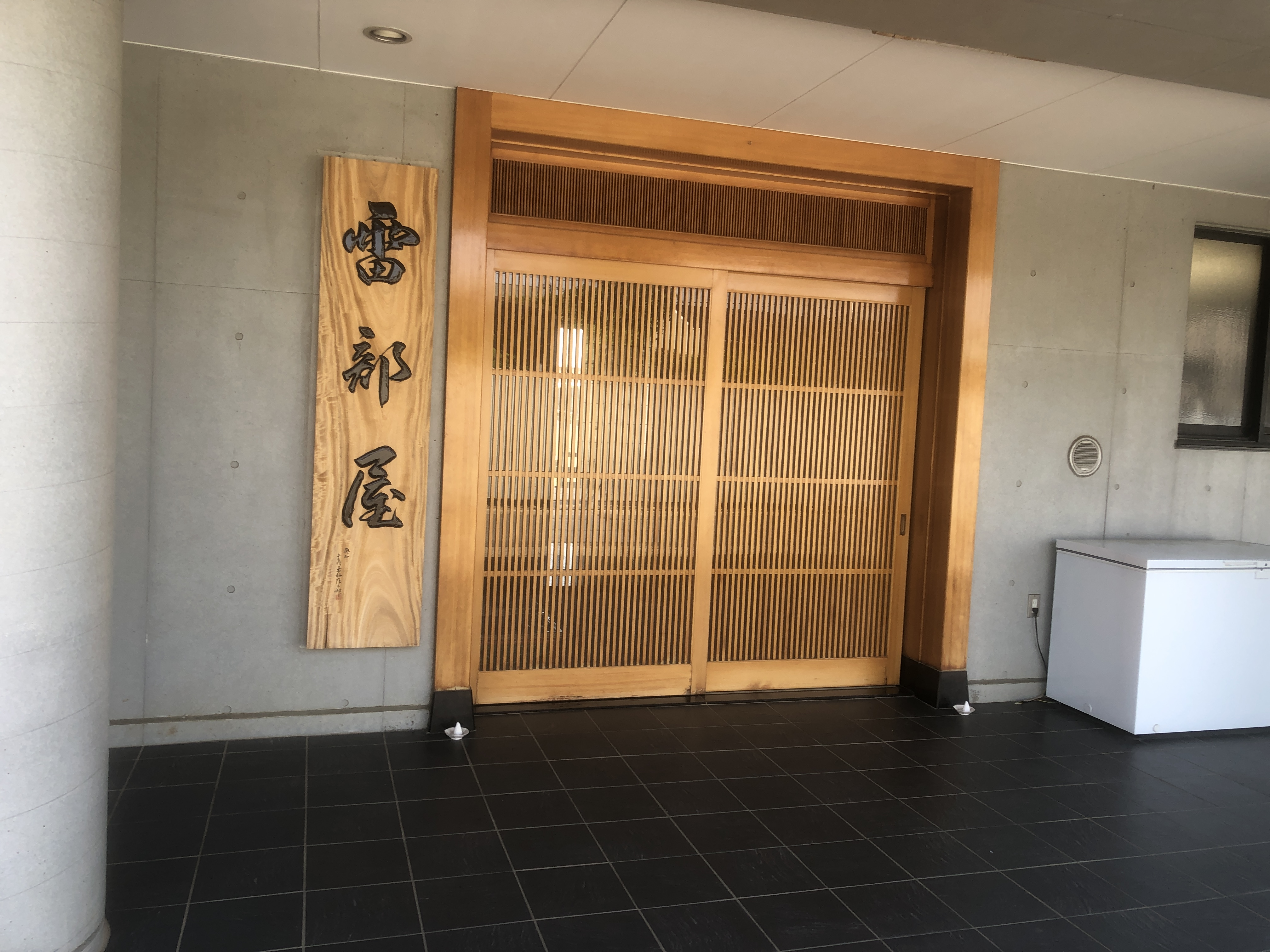
雷部屋の玄関（移転前）

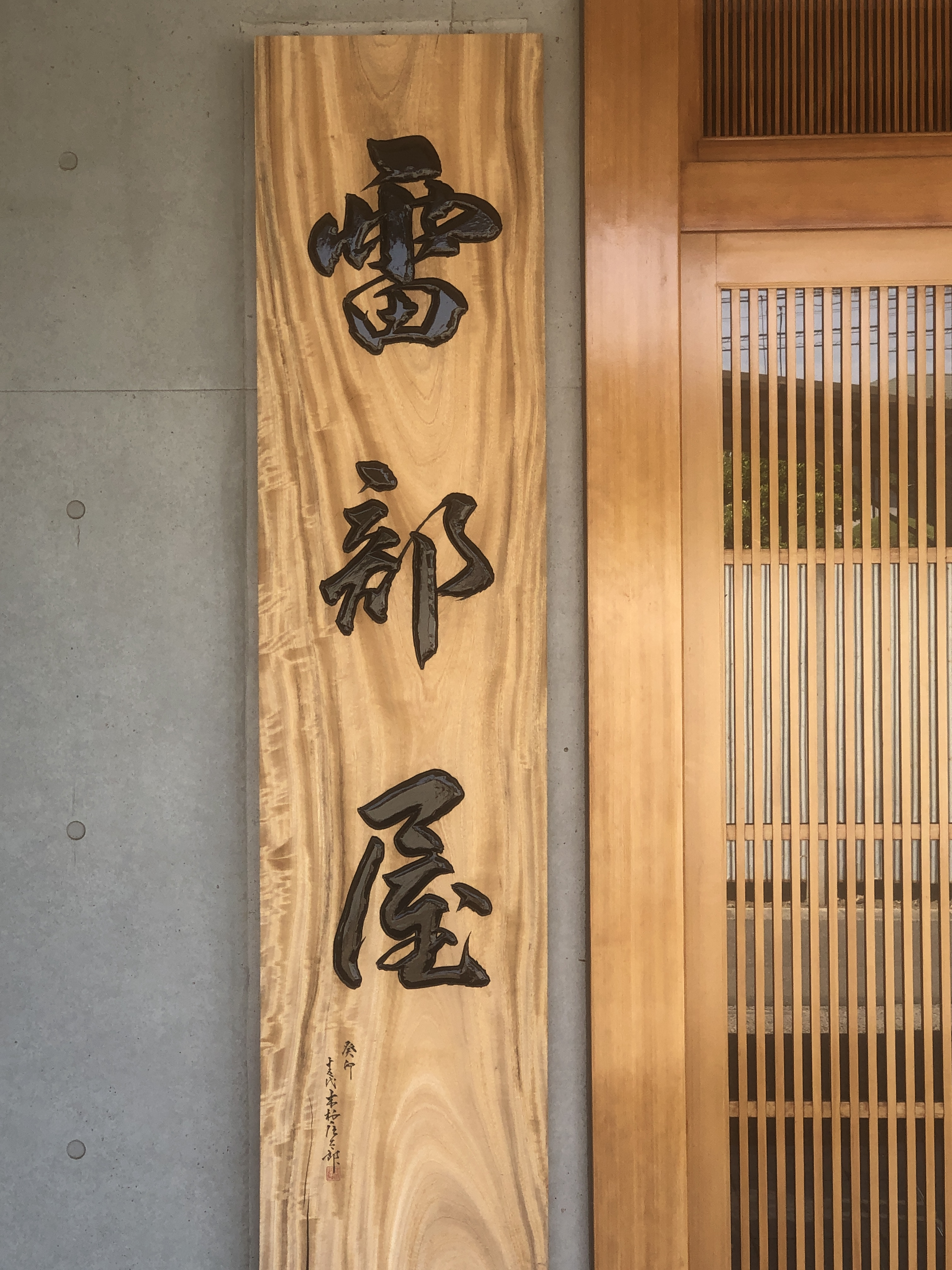
雷部屋の看板（移転前。移転後も引き続き使用）

雷部屋（いかづちべや）は、日本相撲協会に所属する出羽海一門の相撲部屋。ここでは前身の入間川部屋（いるまがわべや）についても説明する。

## 歴史

### 入間川部屋

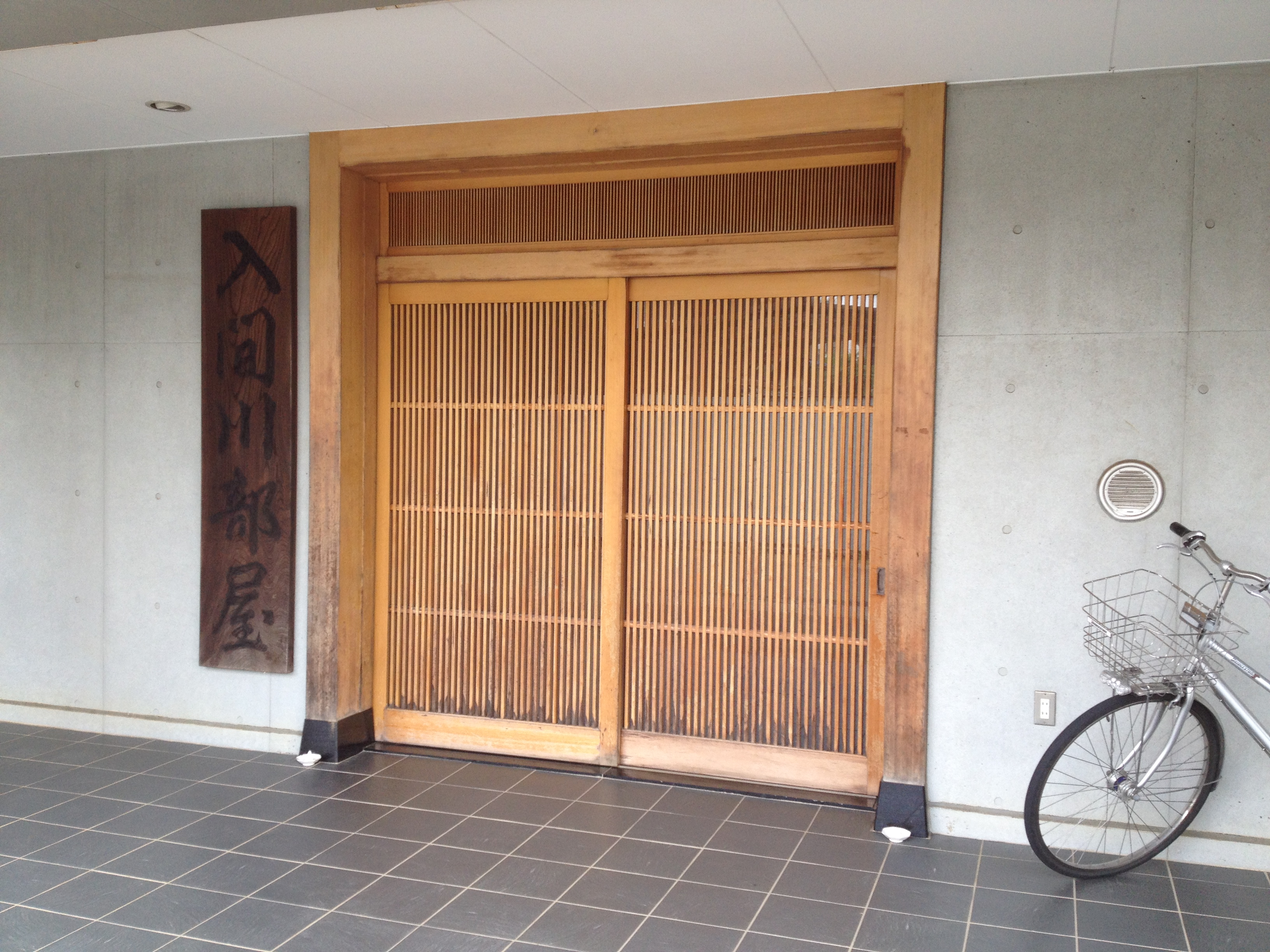
外観（入間川部屋時代）

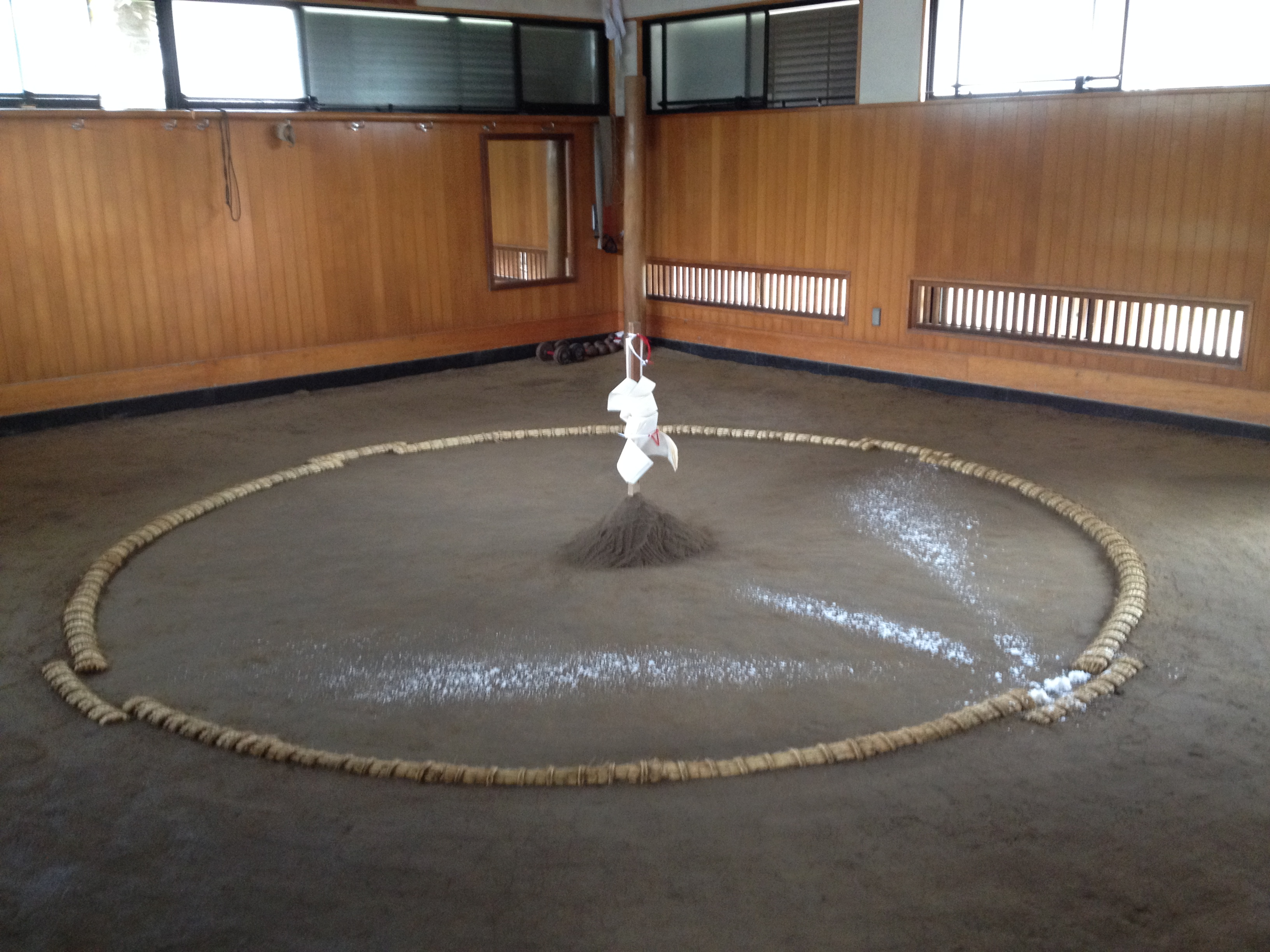
稽古場（入間川部屋時代）

1992年5月場所を最後に現役を引退して、以降は春日野部屋の部屋付き親方となっていた年寄・16代入間川（元関脇・栃司）が、1993年1月に内弟子3人を連れて春日野部屋から分家独立して入間川部屋を創設した。1993年9月場所後に埼玉県与野市（現在のさいたま市）で部屋開きを行った。
学生相撲出身の力士が多く、1994年1月場所において新十両へ昇進した大倭を最初として、5人の関取を誕生させた。師匠の現役時の四股名から取った「司」という字が付けられた力士が多い。
2011年に発覚した大相撲八百長問題では、所属力士である十両・将司が日本相撲協会からの引退勧告処分、幕下・恵那司が出場停止2年の処分を受けて引退し、師匠である16代入間川は監督責任として委員から主任への降格処分を受けた。
2020年9月28日には17代雷（元小結・垣添）が武蔵川部屋から転籍した。

### 雷部屋
2012年4月25日に現役を引退して、藤島部屋の部屋付き親方となった年寄・17代雷（元小結・垣添）は、2013年8月29日に武蔵川部屋に転籍した後、前述の通り2020年9月28日に入間川部屋に再転籍した。
2023年4月に16代入間川の停年を控えて、同年2月1日に17代雷が部屋を継承し、同時に部屋名称は「雷部屋」に改称された。これにより雷部屋の名称が62年ぶりに復活したが、かつての雷部屋とは別系統である。なお、部屋付きの15代若藤（元幕内・皇司）は同日付で木瀬部屋に転籍となった。部屋の建物は入間川部屋時代のものを引き続き使用していたが、2025年1月30日に東京都墨田区へ移転した。移転後の施設は2024年まで大島部屋が使用していたもので、元は1997年に友綱部屋として建てられた施設である。
同年7月場所では、入間川部屋時代に入門した獅司が新十両となり、雷部屋改称後初の関取誕生となった。

## 所在地
- 東京都墨田区業平3-1-9
- 京成押上線、都営浅草線、東京メトロ半蔵門線、東武スカイツリーライン押上駅徒歩6分[3]

## 師匠
入間川部屋時代
- 16代：入間川 哲雄（いるまがわ てつお、関脇・栃司、愛知県）

雷部屋時代
- 17代：雷徹（いかづち とおる、小結・垣添、大分）

## 部屋付き親方
- 入間川哲雄（いるまがわ てつお、関脇・栃司、愛知）※元・入間川部屋師匠

## 力士

### 現役の関取経験力士
- 獅司大（前11・ウクライナ）16代入間川、17代雷弟子

### 幕内
前頭
- 皇司信秀（前4・兵庫県）16代入間川弟子
- 将司昂親（前8・青森県）16代入間川弟子
- 磋牙司洋之 （前9・静岡県）16代入間川弟子
- 燁司大（前11・三重県）16代入間川弟子

### 十両
- 大倭東洋（十12・石川県）16代入間川弟子